# Vârful Dobrii, Munții Cernei
Vârful Dobrii, Munții Cernei este cel mai înalt vârf din Munții Cernei cu 1.928 m.